# Цицания водная
Цица́ния во́дная, или Цицания водяна́я, или Водяной рис, или Зиза́ния водная, или Зизания водяная, или Инде́йский рис, или тускарора (лат. Zizánia aquática) — вид однолетних водных растений из рода Цицания (Zizania) семейства Злаки (Poaceae). Родина растения — Северная Америка.
Растение культивируется во многих странах как зерновая культура. В России выращивается в охотхозяйствах как укрытие и хорошая кормовая база для водоплавающих птиц. Распространяется из мест культивирования и в настоящее время является дикорастущим российским видом. В продажу цельные зёрна сельскохозяйственной культуры поступают под названием «дикий рис».

## Распространение и среда обитания
В естественной среде растёт в Северной Америке по мелководьям, берегам водоёмов в бассейне реки Святого Лаврентия и южнее вдоль атлантического побережья вплоть до Мексиканского залива. В 1980 году вид был разделён на два очень близких вида. Новый вид, Zizania palustris L. — Цицания болотная растёт к востоку от реки Святого Лаврентия и к северу от Великих озёр.

## Ботаническое описание
Однолетнее растение до 2 м высотой, без корневищ.
Стебли прямостоячие до 1 см толщиной, узлы их коротковолосистые. Листовые пластинки 0,5—1,5 см шириной, светло-зелёные.
Нижние цветковые чешуи пестичных цветков 1,2—2,3 см длиной, на верхушке с остями 4—7 см длиной. Цветёт в июле, плодоносит в августе.

## Таксономия
Zizania aquatica L., 1753. Species Plantarum 2: 991. 

## Синонимы
- Ceratochaete aquatica (L.) Lunell
- Hydropyrum esculentum
- Limnochloa caduciflora Turcz. ex Trin.
- Stipa angulata Steud. nom. inval.
- Zizania aquatica var. aquatica
- Zizania aquatica subsp. aquatica
- Zizania aquatica subsp. brevis (Fassett) S.L.Chen
- Zizania aquatica var. brevis Fassett
- Zizania aquatica var. subbrevis B.Boivin
- Zizania clavulosa Michx.
- Zizania effusa Munro nom. inval.

## Значение и применение

### История культуры
Зёрна дикого риса издавна служили пищей индейцев Северной Америки, собиравших их с лодок вручную. Культивирование этой болотной травы началось всерьёз только в начале 1950-х годов, сначала в США, потом в Канаде и других странах.
В штатах Калифорния и Миннесота цицания выращивается на заливных полях, а в канадской провинции Саскачеван — по берегам озёр и рек. Небольшие площади засеяны водяным рисом в Австралии и Венгрии. В 1950-х годах его пытались культивировать на юге Иркутской области, в низовьях Днепра и Кубани.
Этот т. н. «утиный рис» образовал заросли по берегам озера Вялье в Ленинградской области, где был посеян в 1912 году В. Я. Генерозовым.

### В кулинарии
Сладковатый «ореховый» вкус цицании и высокая пищевая ценность снискали дикому рису немало поклонников, особенно среди ценителей цельнозерновых продуктов. Поскольку спрос превышает предложение, цицания остаётся одним из самых дорогостоящих злаков.
Дикий рис превосходит многие другие злаки по содержанию белков (15 г на 100 г сухого продукта). Из 20 аминокислот в нём присутствуют 18, т. е. до полноценного белка не хватает двух — аспарагина и глутамина.
Этот цельный злак не содержит клейковины (как и собственно рис), богат витаминами группы B, магнием (177 мг), фосфором (433 мг) и особенно цинком (6 мг на 100 г сухого риса). Заражение зёрен спорыньёй способно привести к серьёзному отравлению.
В пищу идут сладкие молодые побеги и основания стеблей (в сыром и варёном виде); как вкусный и питательный овощ, они могут мариноваться на зиму. В голодные годы в Китае едят также корневища (в печёном виде или из высушенного корневища приготовляют муку) и зрелые соломины, Из зёрен делают лепешки и варят каши, но сбор семян затруднителен, так как они, обычно, опадают ещё до созревания. 

### Прочее
Тибетская медицина считает цицанию лекарственным растением.

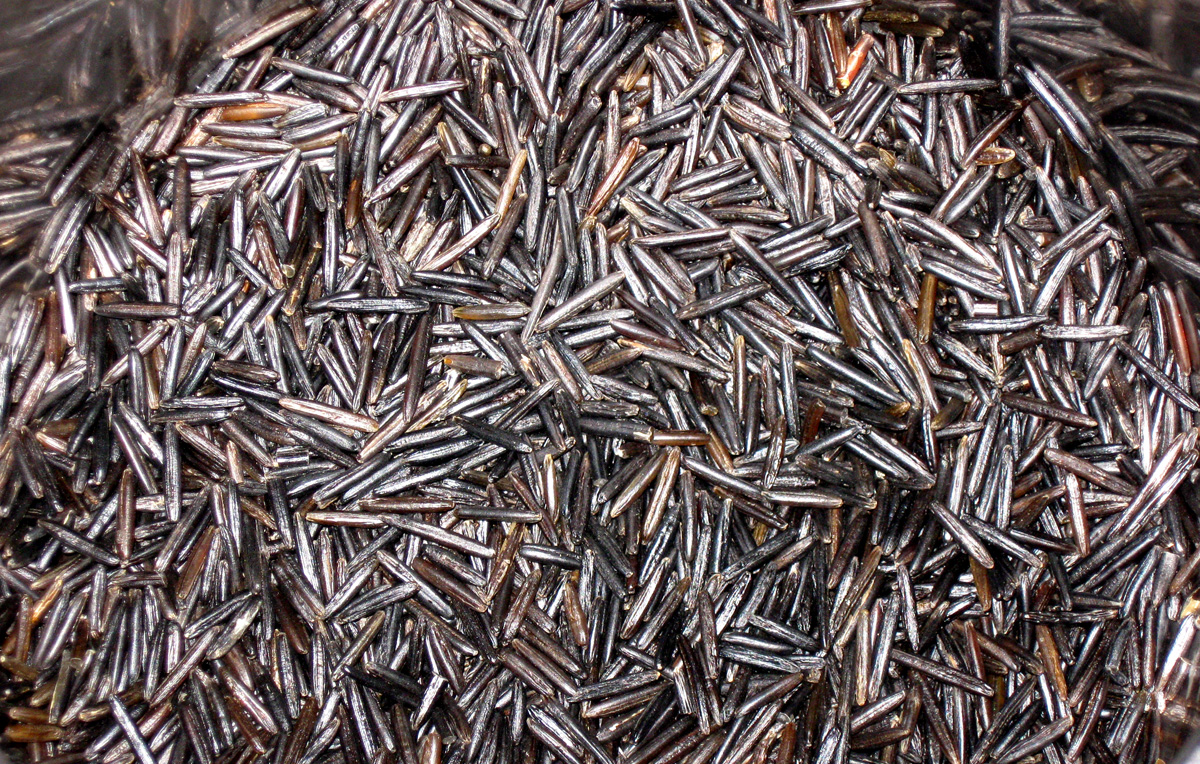
Зёрна дикого риса
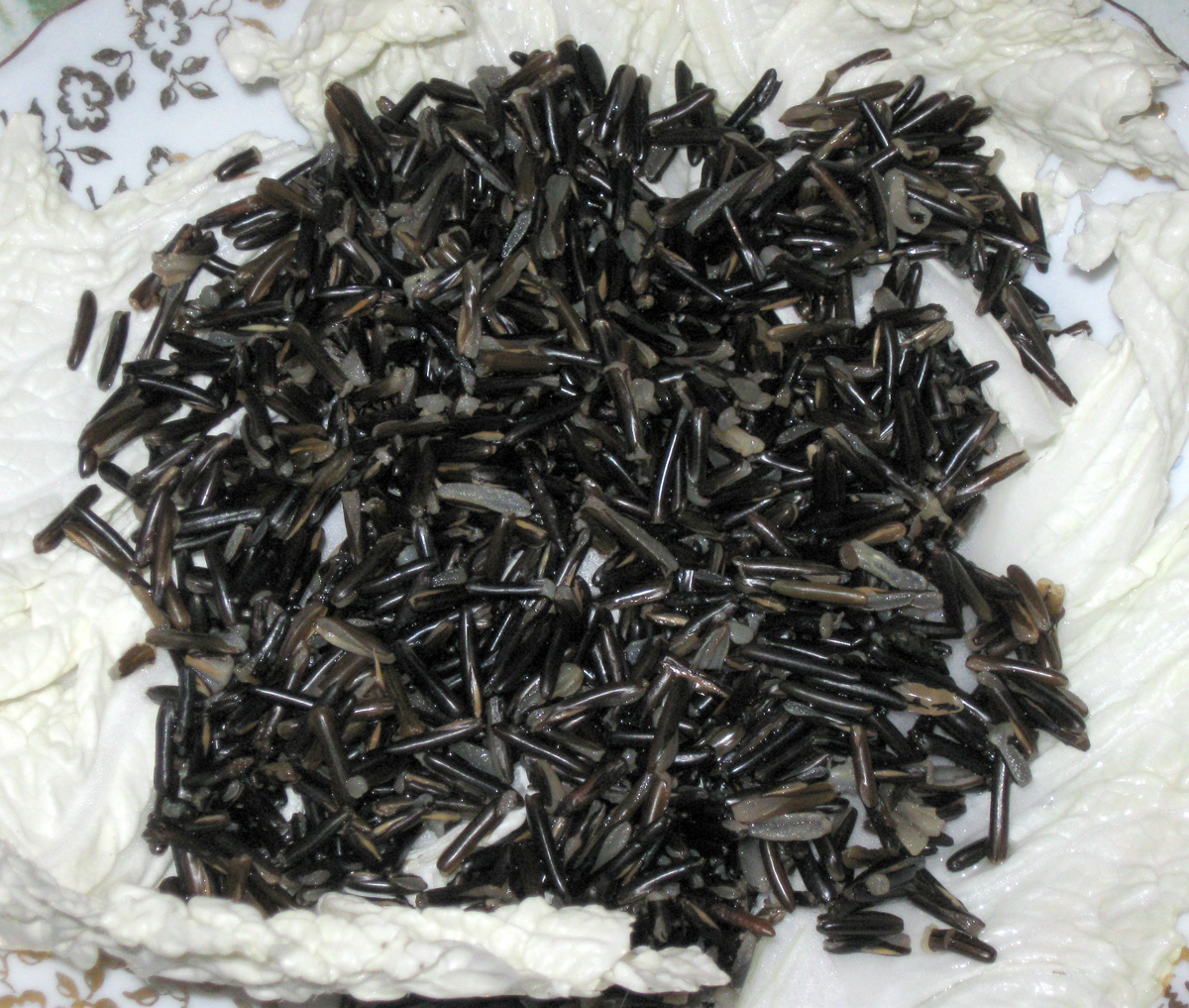
Варёный дикий рис
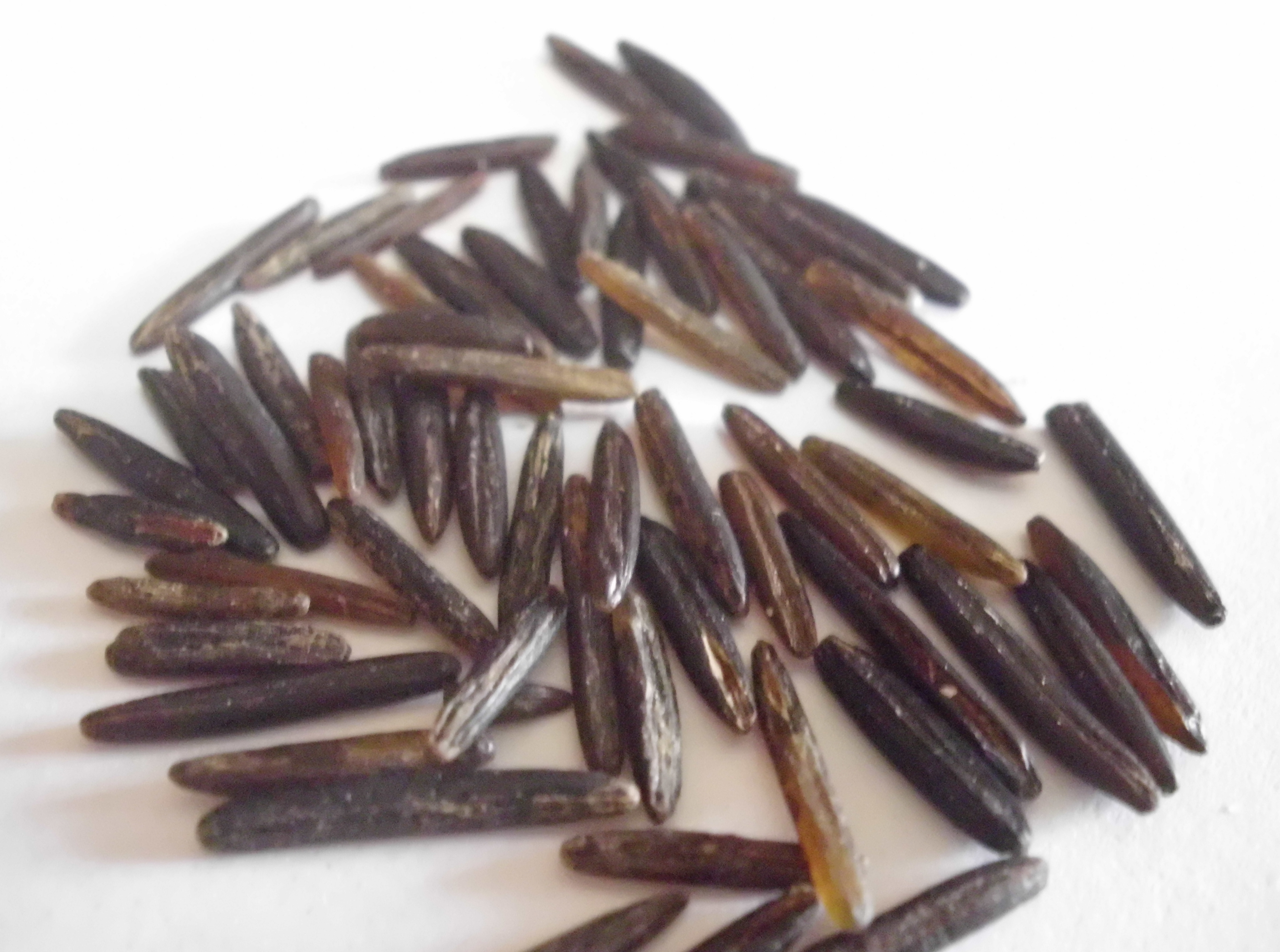
Зёрна цицании водной крупным планом
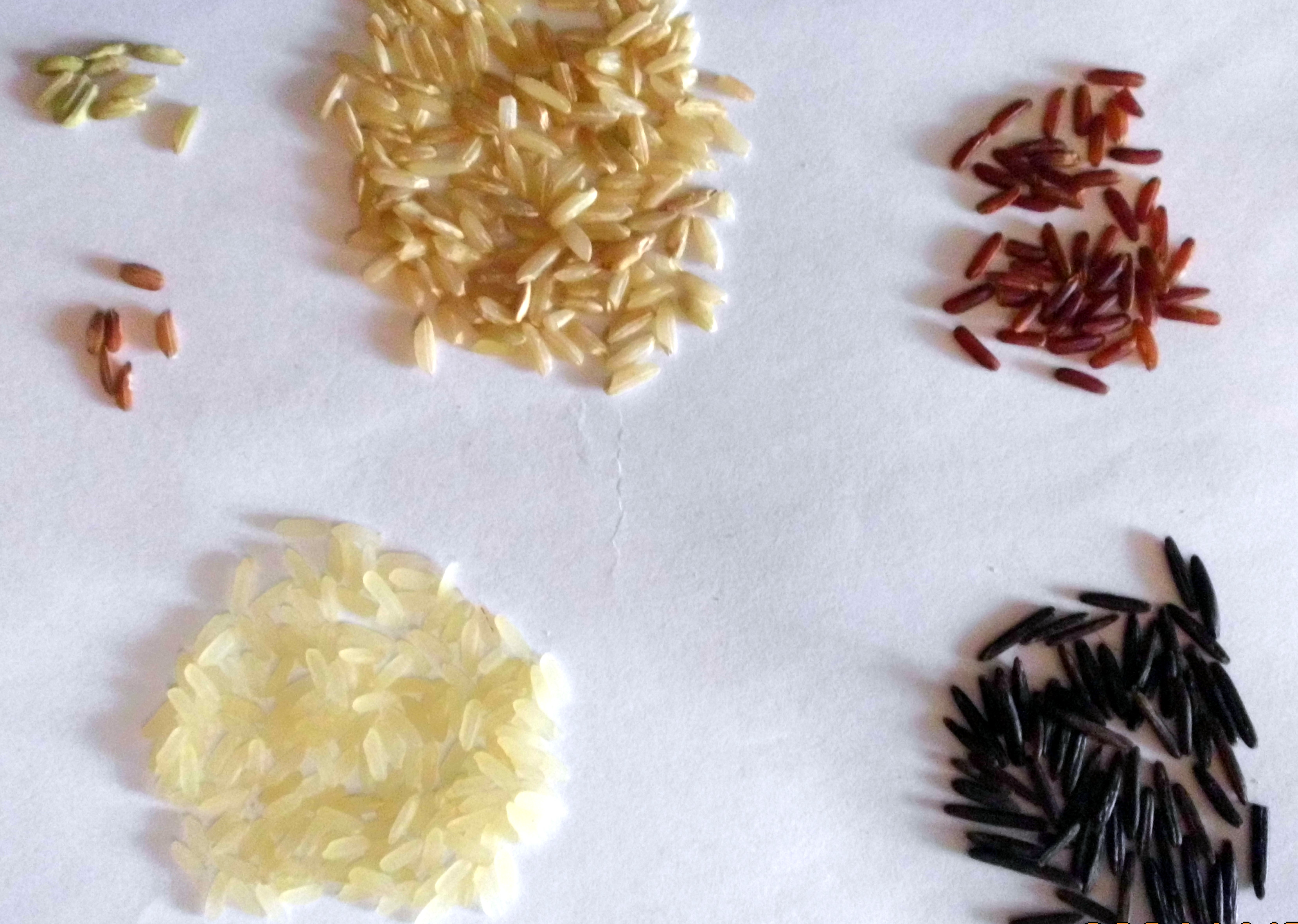
Для сравнения (слева направо, сверху вниз): 1 — рис, нешлифованные зёрна (зелёные — недозревшие, коричневые — зрелые); 2 — рис, шлифованный не полированный («бурый») рис; 3 — «красный» рис; 4 — полированные зёрна риса; 5 — зёрна цицании водной)